# خانواده زبان اشاره فرانسوی
خانواده زبان اشاره فرانسوی (LSF، از langue des signes française) یک خانواده زبانی اشاره است که شامل زبان اشاره فرانسوی و زیرشاخه‌های آن (شامل زبان اشاره آمریکایی) می‌شود.
این خانواده بزرگ‌ترین خانواده زبان‌های اشاره در جهان است و ده‌ها زبان اشاره را در سرتاسر جهان در بر می‌گیرد. از مهم‌ترین زبان‌های این خانواده می‌توان به زبان اشاره هلندی (NGT)، زبان اشاره آلمانی (DGS)، زبان اشاره فلمی (VGT)، زبان اشاره بلژیکی-فرانسوی (LSFB)، زبان اشاره ایرلندی (ISL)، زبان اشاره آمریکایی (ASL)، زبان اشاره کبکی (LSQ)، زبان اشاره برزیلی (BSL) و زبان اشاره روسی (RSL) اشاره کرد.